# هوبير باتلر
هوبير باتلر (بالإنجليزية: Hubert Butler)‏ (11 يوليو 1906 في المملكة المتحدة - ) هو لاعب كرة قدم بريطاني في مركز الهجوم. لعب مع كريستال بالاس ونادي تشستر سيتي ونادي تشورلي.